# Winter (singel)
Winter – utwór i czwarty singiel z debiutanckiej płyty Tori Amos pt. Little Earthquakes.
Jest to utwór opowiadający o relacjach między Tori a jej ojcem, który był pastorem.
W 2003 roku utwór ukazał się na składankowym albumie „Tales of a Librarian”.

## Wydania
Singiel ten ukazał się w Wielkiej Brytanii i w Niemczech w marcu 1992 roku.
W maju tego samego roku ukazał się w Australii, a w listopadzie w Stanach Zjednoczonych.
Utworami, które znalazły się na stronie B singla były utwory: „The Pool”, „Take to the Sky”, „Sweet Dreams” i „Upside Down”.
Na stronie B znalazły się też covery „Smells Like Teen Spirit” Nirvany, „Angie” z repertuaru The Rolling Stones i „Thank You” z repertuaru Led Zeppelin.

## Lista utworów
UK CD single (March 1992)
1. „Winter” – 5:44
2. „The Pool” – 2:51
3. „Take to the Sky” – 4:20
4. „Sweet Dreams” – 3:27

UK / German limited edition CD single (UK single is a cardboard digipak; German is a slim jewel case)
1. „Winter” – 5:44
2. „Angie” (Mick Jagger, Keith Richards) – 4:25
3. „Smells Like Teen Spirit” (Kurt Cobain, Krist Novoselic, Dave Grohl) – 3:17
4. „Thank You” (Robert Plant, Jimmy Page) – 3:52

German CD single (March 1992)
1. „Winter” – 5:44
2. „The Pool” – 2:51
3. „Smells Like Teen Spirit” – 3:15

Australia CD single / Cassette single (May 1992)
1. „Winter” – 5:44
2. „Smells Like Teen Spirit” – 3:15
3. „Angie” – 4:22

UK 7" and cassette single
1. „Winter” – 5:44
2. „The Pool” – 2:50

US CD single (Nov 1992)
1. „Winter” – 5:44
2. „The Pool” – 2:50
3. „Take to the Sky” – 4:20
4. „Sweet Dreams” – 3:27
5. „Upside Down” – 4:22

US 7" and cassette single (Nov 1992)
1. „Winter” (edit) – 4:38
2. „The Pool” – 2:50

## Notowania
| Lista (1992)             | Pozycja |
| ------------------------ | ------- |
| Australian Singles Chart | 49      |
| UK Singles Chart         | 25      |